# Juanma Lillo
Pour les articles homonymes, voir Juanma.
Juan Manuel Lillo Díez, né le 3 novembre 1965 à Tolosa (Guipuscoa, Espagne), est un entraîneur espagnol de football. À 29 ans, il est devenu l'entraîneur le plus jeune à avoir entraîné une équipe de la Première division espagnole.

## Biographie

### Les débuts
Juanma Lillo abandonne très tôt la pratique du football. Juanma Lillo raconte comment il est devenu entraîneur : « À l'âge de quinze ans, mon entraîneur Demetrio Terradillos m'a enlevé l'espoir de devenir footballeur professionnel mais m'a ouvert la voie du coaching. Il m'a dit, j'ai deux nouvelles, une bonne et une mauvaise. La mauvaise c'est que tu es très mauvais comme joueur. La bonne c'est que tu as un ascendant sur tes coéquipiers, ils écoutent ce que tu dis. »
À dix-sept ans, Lillo commence à entraîner des équipes juniors de sa ville natale. Lorsqu'il a vingt ans, il entraîne l'équipe première du Tolosa CF qu'il parvient à sauver de la relégation en D3.
Entre 1988 et 1991, il entraîne le CD Mirandés avec qui il parvient à monter en Segunda División B.
En 1991, il entraîne la Cultural Leonesa où il utilise un 4-2-3-1[réf. nécessaire].

### UD Salamanque (1992-1996)
Juanma Lillo cimente sa renommée d'entraîneur lors de son étape à l'UD Salamanca. Ce club qui avait été en Première division entre 1974 et 1984 se trouvait en 1992 dans le gouffre de la Segunda división B. Lillo n'a que 26 ans lorsqu'il arrive à Salamanque. Lors de sa première saison, le club termine à la deuxième place mais rate la promotion lors du play-off. Cependant le club renouvelle sa confiance en Lillo pour la saison 1993-1994. Cette fois, Salamanque termine à la première place et parvient à monter en Segunda División. Le nom de Lillo commence à être connu et il est courtisé par le Real Valladolid.
La saison 1994-1995 est peut-être la plus brillante dans la carrière de Juanma Lillo. En conservant le bloc de joueurs de la saison précédente, l'UD Salamanca monte en première division et se transforme en équipe révélation. Lors du play-off de promotion, Salamanque remonte un 0-2 du match aller en allant gagner 5-0 sur le terrain d'Albacete Balompié.
La saison 1995-1996 marque les débuts de Juanma Lillo en Première division. Les deux promotions consécutives n'étaient pas passées inaperçues et Lillo était l'entraîneur à la mode. À l'âge de 29 ans, il devient l'entraîneur le plus jeune à avoir entraîné en Première division espagnole. Lors de cette saison, bien que le jeu de l'équipe ne soit pas mauvais, les résultats ne sont pas bons. Le club occupe les dernières places au classement. En février, Lillo est remercié alors que l'équipe est avant-dernière à quatre points du premier non-relégable et qu'il reste 10 matchs à jouer. Les joueurs et les supporteurs désapprouvent la décision du club. Finalement, l'UD Salamanca termine à la dernière place et est relégué mathématiquement plusieurs journées avant la fin du championnat.

### Oviedo, Tenerife, Saragosse (1996-2000)
Juanma Lillo est désormais un entraîneur réputé et il est recruté par le Real Oviedo en été 1996. Oviedo est un club de Première division qui avait terminé à la 13e place la saison précédente. Avec Lillo, le club ne s'améliore pas. Lillo est remercié en avril 1997 à huit journées de la fin alors qu'Oviedo occupe la 17e place. Le club parvient à éviter la relégation.
Lillo retrouve une place d'entraîneur en février 1998 lorsqu'il prend les rênes du CD Tenerife qui occupe une place de relégable. Il parvient à maintenir Tenerife en Première division. La direction du club prolonge son contrat pour la saison 1998-1999, mais il est remercié juste avant Noël alors que le club est en position de relégable. Tenerife sera relégué en fin de saison.
En été 2000, Juanma Lillo est recruté par le Real Saragosse. Le club aragonais venait de se qualifier pour la Coupe de l'UEFA mais cherchait un nouvel entraîneur à la suite du départ à l'Athletic Bilbao de son entraîneur Txetxu Rojo. Les dirigeants de Saragosse donnent comme objectif à Juanma Lillo pour la saison 2000-2001, une nouvelle qualification pour la Coupe de l'UEFA ainsi que d'aller le plus loin possible en compétition européenne. Cependant le crédit de Lillo se termine rapidement car Saragosse est éliminé est au premier tour par le Wisła Cracovie et n'obtient que deux matchs nuls et deux défaites en championnat. Dès la quatrième journée, Lillo est remercié. Cet cuisant échec à Saragosse laissent des traces car Juanma Lillo n'entraînera plus d'équipe de première division jusqu'en 2009.
Après son départ de Saragosse en 2000, Lillo reste éloigné des bancs de touche jusqu'en 2003. Il commente les matchs de la Coupe du monde 2002 pour la chaîne de télévision espagnole Antena 3.
Lors des élections à la présidence du FC Barcelone en 2003, le candidat Lluis Bassat avait Pep Guardiola comme futur directeur sportif. Guardiola affirme alors qu'en cas de victoire de la candidature de Bassat, l'entraîneur du FC Barcelone serait Juanma Lillo. Mais Bassat perd les élections face à Joan Laporta qui recrute Frank Rijkaard comme entraîneur.

### En D2 avec Murcie et Terrassa (2003)
Après l'échec de la candidature de Lluis Bassat à la présidence du FC Barcelone, Juanma Lillo accepte la proposition du CF Ciudad de Murcia qui débute en Deuxième division. Les résultats sont en demi-teinte et Lillo est remercié en janvier 2004.
Lors de la saison 2004-2005, il est recruté par un autre club modeste de deuxième division, le Terrassa FC. Il démissionne en avril 2005 alors que le club est au bord de la relégation.

### Le Mexique (2005)
En septembre 2005, Juanma Lillo prend en charge le modeste club mexicain de Dorados de Sinaloa. Juanma Lillo fait venir son ami Pep Guardiola. Le club est relégué. Lillo dénonce que certains matchs sont truqués.

### Real Sociedad (2008-2009)
Après deux ans absent des bancs de touche, Juanma Lillo retrouve de l'embauche à la Real Sociedad. Il est recruté le 2 avril 2008 alors que la Real lutte pour monter en Première division. À l'arrivée de Lillo, le club occupe la 4e place à un point de la promotion. Lillo dirige l'équipe lors des 11 dernières journées. L'équipe ne perd qu'un match mais ne parvient pas à monter.
Malgré cela, la Real Sociedad prolonge le contrat de Lillo pour la saison 2008-2009. L'objectif est la montée en première division. La Real qui traverse des problèmes économiques termine à la sixième place et n'est pas promu. En fin de saison, le club décide de ne pas prolonger le contrat de Lillo.

### UD Almería (2009-2010)
Le 20 décembre 2009, Hugo Sánchez est remercié du poste d'entraîneur de l'UD Almería qui joue en première division. C'est Juanma Lillo qui le remplace. Almería n'est qu'à un point du premier relégable. Finalement, le club obtient une confortable 13e place en fin de saison. Almería prolonge le contrat de Lillo pour la saison 2010-2011. Mais à la suite de la défaite 0-8 face au FC Barcelone de Pep Guardiola le 20 novembre 2010, Juanma Lillo est remercié.

### Consultant sportif
Depuis 2011, Juanma Lillo commente les matchs du championnat d'Espagne pour la chaîne espagnole Gol Televisión. En 2002, Juanma Lillo avait commenté la Coupe du monde pour Antena 3.

### Millonarios de Bogotá (2013-2014)
En décembre 2013, Juanma Lillo devient l'entraîneur du club colombien de Millonarios de Bogotá. Il est limogé le 2 septembre 2014.

### Sélection du Chili
Le 8 octobre 2015, Lillo rejoint l'encadrement technique de la sélection du Chili entraînée par Jorge Sampaoli afin d'aider celle-ci à améliorer sa possession de balle.

### Séville FC
À la suite de l'arrivée de Jorge Sampaoli au Séville FC, Juanma Lillo continue à être son assistant.

### Nacional de Medellín
En 2017, Lilo entraîne l'Atlético Nacional en Colombie.

### Vissel Kobe (2018-2019)
Le 17 septembre 2018, Lillo signe avec le club japonais de Vissel Kobe où joue Andrés Iniesta. Il est limogé en avril 2019.

### Qingdao Huanghai (2019-2020)
En 2019, il signe avec le club chinois de Qingdao Huanghai. Il quitte la Chine le 5 juin 2020.

### Manchester City (2020-2022)
En juin 2020, il devient assistant de Pep Guardiola à Manchester City.

### Al-Sadd (2022-2023)
Le 17 juin 2022, à la suite du départ de Javi Gracia, il est nommé entraîneur d'Al-Sadd.

### Manchester City (depuis 2023)
Nommé adjoint de Pep Guardiola, Juanma Lillo prend sa place sur le banc de touche plusieurs matchs à partir d'août 2023, le temps de la convalescence de Guardiola qui a subi une intervention chirurgicale au dos.